# NGC 4088
NGC 4088 è una galassia a spirale intermedia situata nella costellazione dell'Orsa Maggiore distante circa 51 milioni di anni luce; forma una coppia fisica con la vicina NGC 4085 distante visivamente 11′.
NGC 4088 è una galassia a spirale di grandi dimensioni, con bracci nettamente definiti nel disco galattico. Nella luce visibile uno dei bracci sembra avere un segmento parzialmente disconnesso dal resto della galassia, tanto che Halton Arp la incluse nel suo catalogo di galassie irregolari.
Sia NGC 4088 sia NGC 4085 fanno parte del Gruppo di M109, vasto gruppo di galassie dell'Orsa Maggiore, che prende il nome da M109, componente principale.

## SN 2009dd e SN 1991G
Il 13 aprile 2009, in NGC 4088 fu scoperta la supernova SN2009dd che raggiunse una magnitudine apparente di +13,8, facendola diventare la 3° supernova per luminosità di quell'anno. Sempre in questa galassia il 10 febbraio 1991 era stata scoperta SN1991G, che fu classificata come una Supernova di tipo II.